# サグ・ライフ
サグ･ライフ（Thug Life）は1993年に2パックによって結成された、アメリカのラップグループである。
メンバーは2パック（2Pac）、ビッグ･サイク（Big Syke）、マキャドシス（Macadoshis）、モプリーム（Mopreme）、ザ・レイテッド・R（The Rated R）。1994年に『ヴォリューム・ワン（Volume 1）』でインタースコープよりデビュー。2パックの投獄、出所後のデス･ロウ移籍により解散。その後ビッグ･サイクとモプリームはアウトロウズに加入して活動している。

## ボリューム・ワン
唯一のアルバムである『ヴォリューム・ワン』だが、現在では2パックの個人名義のアルバムとして扱われることが多い。しかし正式にはやはりサグ･ライフ名義であり、実際に2パック不参加の曲も含まれている。

## 代表曲
- 『Pour Out A Little Liquor』
- 『How Long Will They Mourn Me?』
- 『Cradle to the Grave』

## 関連人物
- ナターシャ・ウォーカー（Natasha Walker）
- ストレッチ（Stretch）
- ネイト・ドッグ
- ウォーレン・G
- ジョニー・J（Johnny J）